# Життя і смерть дворянина Чертопханова
«Життя і смерть дворянина Чертопханова» (рос. «Жизнь и смерть дворянина Чертопханова») — радянський художній фільм 1971 року, режисера  Віктора Турова. За мотивами оповідань  І. С. Тургенєва «Чертопханов і Недопюскін», «Кінець Чертопханова» і «Співаки» (з циклу «Записки мисливця»).

## Сюжет
Головний герой фільму — Недопюскін Тихон Іванович отримав за заповітом пана невелике село Бесселендіївку з 22 жителями, через що над ним почали знущатися родичі і знайомі померлого пана. Дворянин Чертопханов Пантелей Єремейович — далекий родич Недопюскіна — заступився за Тихона Івановича, викликавши головного з людей, що образили його, на дуель.

## У ролях
- Бронюс Бабкаускас — Пантелей Єремейович Чертопханов
- Ольга Лисенко — Маша
- Юрій Медведєв — Недопюскін
- Юрій Родіонов — молодий мисливець
- Зіновій Гердт — Мошель Лейба
- Станіслав Чуркін — Перфірій
- Валерій Золотухін — Яків Турок, мандрівний співак
- Яніс Грантіньш — дворянин
- Михайло Васильєв — продавець на ярмарку
- Ростислав Шмирьов — чоловік в трактирі (2-я серія)
- Валентин Рижий — підрядник (2-я серія)

## Знімальна група
- Автор сценарію: Олексій Тулушев
- Режисер:  Віктор Туров
- Оператор: Едуард Садрієв
- Художник:  Олександр Чертович
- Композитор:  Олег Янченко